# Merlin (Goldmark)
Merlin és una òpera en tres actes composta per Károly Goldmark sobre un llibret alemany de Siegfried Lipiner, basat en Les idylles du roi d'Alfred Tennyson sobre les en les llegendes del Rei Artús i els Cavallers de la Taula Rodona. S'estrenà al Hofoper de Viena el 19 de novembre de 1886, amb Hermann Winkelmann en el paper principal.
Merlin va ser estrenada onze anys després de l'èxit de La reina de Saba, amb el mateix llibretista, Siegfried Lipiner. Tot i algunes influències wagnerianes, especialment en els llargs monòlegs de Merlí i Viviane, el seu estil és més variat, incorporant elements de Weber, Beethoven, Mendelssohn, amb influències folk. La influència de Meyerbeer es fa evident en la representació de la cort del rei Artús.

## Representacions
El Metropolitan Opera va donar l'estrena americana amb Lilli Lehmann sota la direcció de Walter Damrosch el 3 de gener de 1887.